# Rufino Peinado
Rufino Peinado Peinado (Castillo de Locubín, 1854-1951) fue un combatiente y periodista carlista español.

## Biografía
Era hijo de Manuel Peinado Álvarez, un carlista de Castillo de Locubín que se había criado con el vicario del pueblo, cuya casa y hacienda heredó. De manos del cura de la vecina Alcalá la Real, que ocupó un cargo en la abadía del Sacromonte de Granada, Rufino cursó el bachillerato a esta ciudad, residiendo en una casa de pupilos en la plaza del Carmen. De vuelta al hogar paterno, su padre, aficionado a las tertulias y ávido lector del diario La Esperanza, inculcó en el joven Rufino el ideario legitimista español mediante diversas lecturas.

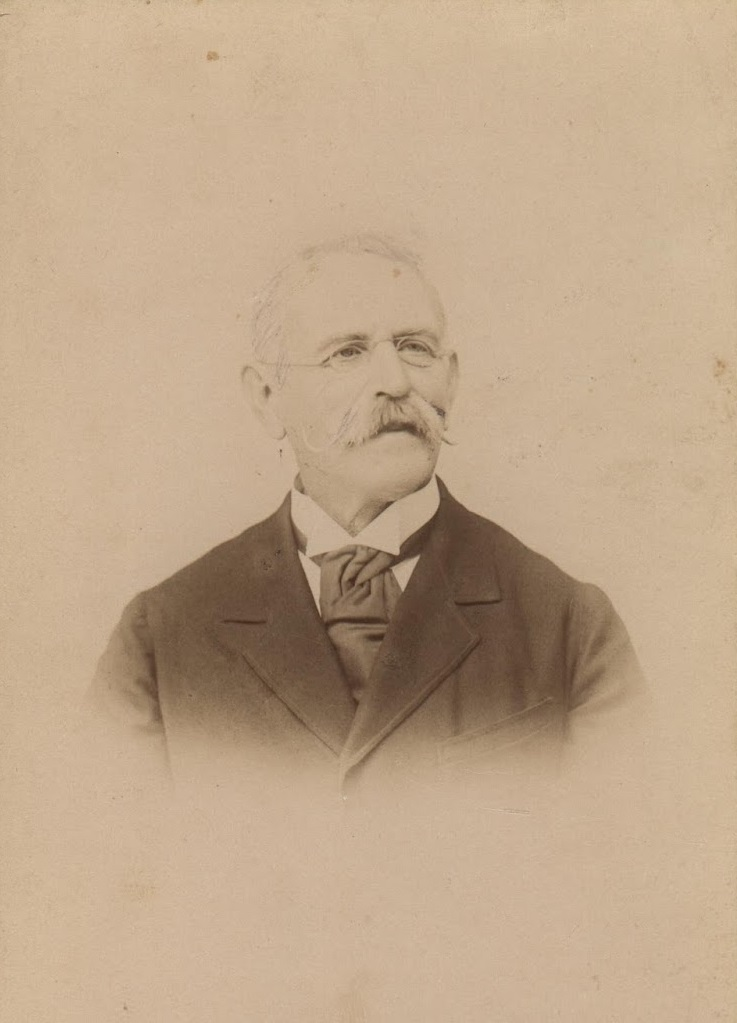
Manuel Peinado Álvarez

El 18 de abril de 1872 recibieron una carta que les informaba del alzamiento carlista que, por orden de Don Carlos, debía efectuarse en toda España el día 21 del mismo mes. Poco después les llegó también correspondencia de la abadía del Sacromonte, convertida en un foco de conspiración carlista, en la que el general Arjona comunicaba a Manuel Peinado el título de cadete del ejército carlista para su hijo Rufino, que marchó ilusionado junto con su hermano, su padre y su tío, a engrosar una pequeña partida carlista en Locubín, que se deshizo pronto. Tras permanecer escondido algunos días, Rufino marchó al Sacromonte en busca de su padre, y después marchó en tren hacia Madrid, con la intención de unirse a las fuerzas carlistas del Norte. De allí pasó a Burgos, donde con un grupo de voluntarios logró llegar a Arrigorriaga. donde el general Lizárraga ordenó que se le condujera a Orozco, donde se había instalado una academia militar carlista.
Tras seis meses de instrucción militar y doctrinal, combatió en el sitio de Bilbao (1874), la batalla de Santander y muchas escaramuzas y acciones sueltas en Vitoria y Estella, permaneciendo casi un año en las trincheras de Pucheta. Asistió después a la acción de Somorrostro, donde ganó su ascenso a teniente, y levantado el sitio de Bilbao, acudió al refuerzo del cerco de Pamplona y a la batalla de Irún, que resultaron en fracaso para los carlistas. Después participó en las acciones de Lácar, Lorca y Puente-la-Reina, donde ganó el ascenso a capitán. Combatió también en las Amézcuas y en Abárzuza, y luego en la batalla de Montemuru, en la que salieron victoriosos.
Finalizada la guerra, se mantuvo fiel a Don Carlos. Exiliado en Francia, fue conducido a Périgueux, en la Dordoña, junto con otros carlistas. Allí vivió de los subsidios y ayudas, obligado a permanecer en la población hasta que otro refugiado le condujo a la casa de una viuda de un militar carlista, que le alojó por poco dinero. Peinado narraría de este modo las penurias que pasó en los primeros tiempos de su exilio:

Providencialmente teníamos pan y techo. ¡Ya podíamos respirar! (...) Vestíamos el mismo sucio uniforme de campaña que trajimos de España, y la ropa interior y el calzado habían llegado al último extremo. Cuando, a fuerza de ahorrar céntimo a céntimo, dábamos a lavar alguna prenda, teníamos que estar todo el día tumbados en el saco, tapados con lo que encontrábamos a mano u otros nos prestaban, hasta que tornaba la ropa limpia.

Fue acogido finalmente por una rica legitimista francesa, Louise de Gosselin, con mansión en Périgueux y casa en París. Allí pasó, en sus propias palabras, una «vida cómoda y feliz», ocupado solamente de asistir a misa, las comidas, las tertulias, los paseos y el estudio.
Por complacer a su protectora, inició estudios eclesiásticos en el seminario de Perigueux. Al iniciarse el curso 1879-80, con la edad de 25 años, pasó al noviciado de la Compañía de Jesús en Poyanne, donde pasó solo ocho días y no llegó a entrar en la Compañía.
Tras regresar a España en 1879, vivió en Granada, Madrid, Jaén y Ciudad Real. Trabajó unas veces como periodista, otras como preceptor de ricas familias locales y finalmente como profesor de francés.
En 1910 dirigía un periódico carlista titulado El Correo Manchego que se editaba en Ciudad Real.
Años más tarde Peinado colaboró con el P. Garzón como redactor de La Lectura dominical.
Durante la guerra civil española estuvo preso algún tiempo. Terminada la misma, fue nombrado teniente honorario por el general Franco como veterano de las guerras carlistas. Totalmente apartado del carlismo y la política, falleció el 10 de mayo de 1951.